# Арайя, Том
Том Ара́йя (Томас Энрике Арайя Диас, исп. Tomás Enrique Araya Díaz; род. 6 июня 1961, Винья-дель-Мар, Вальпараисо) — американский музыкант чилийского происхождения, бас-гитарист и вокалист, сооснователь и постоянный участник трэш-метал-группы Slayer.

## Биография

### Молодость
Родился 6 июня 1961 года в Вальпараисо (Чили) и стал четвёртым ребёнком в семье. В 1965 году его отец переехал в Саус Гэйт (англ. South Gate, Калифорния) из-за работы, а когда мальчику исполнилось пять лет, его семья последовала за ним. По слухам он покинул страну из-за политических беспорядков, однако сам музыкант отрицает это, утверждая, что «это случилось в 1973 году, и мы уже были в Соединённых Штатах к тому времени».
Старший брат Арайи, который играл на гитаре, вдохновил Тома взять в руки бас-гитару уже в возрасте 8 лет. Вдвоём они играли песни Beatles и Rolling Stones, которые привили им интерес к музыке. В начале 1980-х самая старшая сестра Арайи предложила ему стать респираторным терапевтом. Отец Тома также настаивал, чтобы сын нашёл какую-то работу. В результате будущий музыкант прошёл двухгодичный технический курс, слушая лекции о венепункции (чрескожном введении иглы в вену) и правильной интубации.

### Slayer
В 1981 году сблизился с Керри Кингом, который предложил Тому присоединиться к его группе Slayer. Арайя согласился, используя в дальнейшем заработанные деньги для финансирования первого альбома группы Show No Mercy.
Попросил разрешения в госпитале на длительный отпуск для проведения первого европейского турне группы в 1984 году, однако получил отказ.

«Ты нам нужен сегодня.» Они позвонили мне в 5:00 и заставили меня поднять свою задницу. «Кто-то не вышел на работу, нам необходимо, чтобы ты появился».
Оригинальный текст (англ.)
“We need you to come in today.” They’d call me at 5:00 in the morning and wake my ass up, “Someone’s not coming in, we need you to come in to work.”

После месяца отсутствия на работе они заявили, что уволят его, на что Арайя ответил: «О, а я думал, что уже уволен».
Slayer выступили хедлайнерами злополучного тура Clash of the Titans в 1991 году с Megadeth, Anthrax и Suicidal Tendencies (с Alice in Chains на разогреве). За кулисами у лидера Megadeth Дэйва Мастейна и Арайа случился конфликт. Это привело к долгой вражде между группами. В то же время Арайя подружился с гитаристом Alice in Chains Джерри Кентрелом (англ. Jerry Cantrell).
Сейчас живёт с семьёй на ранчо в Баффало (Техас). В 2006 году он был вынужден лечь на операцию на жёлчном пузыре, из-за чего на несколько дней было перенесено начало североамериканского турне The Unholy Alliance Tour. В 2010 году Том перенёс операцию на позвоночнике, теперь его шею удерживают титановые пластины. Сказалась многолетняя «тряска головой» во время живых выступлений. Отныне Том больше никогда не будет трясти головой во время концертов.

## Факты
- Несмотря на то, что Том придерживается христианских взглядов, он без проблем исполняет на концертах антиклерикальные песни авторства Керри Кинга.

«Если Кинг пишет хороший текст, я не парюсь по поводу своих религиозных убеждений. Не говорю, мол, песня дерьмо, потому что она противоречит моей вере. Мне нравится злить других людей.»

## Музыкальные инструменты
Арайя использует усилители Ampeg и гитары ESP. Он один из трёх бас-гитаристов, которые имеют именную модель бас-гитары (компания ESP продаёт бас-гитары с автографом Тома), другие два это — Хенкка Сеппяля из Children of Bodom и Фредерик Леклер из DragonForce.